# William Lagesson
William Lagesson, född 22 februari 1996 i Släps församling i Hallands län, är en svensk professionell ishockeyspelare som spelar för Detroit Red Wings i NHL.
Han har tidigare spelat på NHL-nivå för Edmonton Oilers och Toronto Maple Leafs och på lägre nivåer för Bakersfield Condors i AHL, Djurgården i SHL, Kristianstads IK och HC Vita Hästen i Hockeyallsvenskan samt UMass Minutemen i NCAA och Dubuque Fighting Saints i USHL.